# 爱尔兰铁路

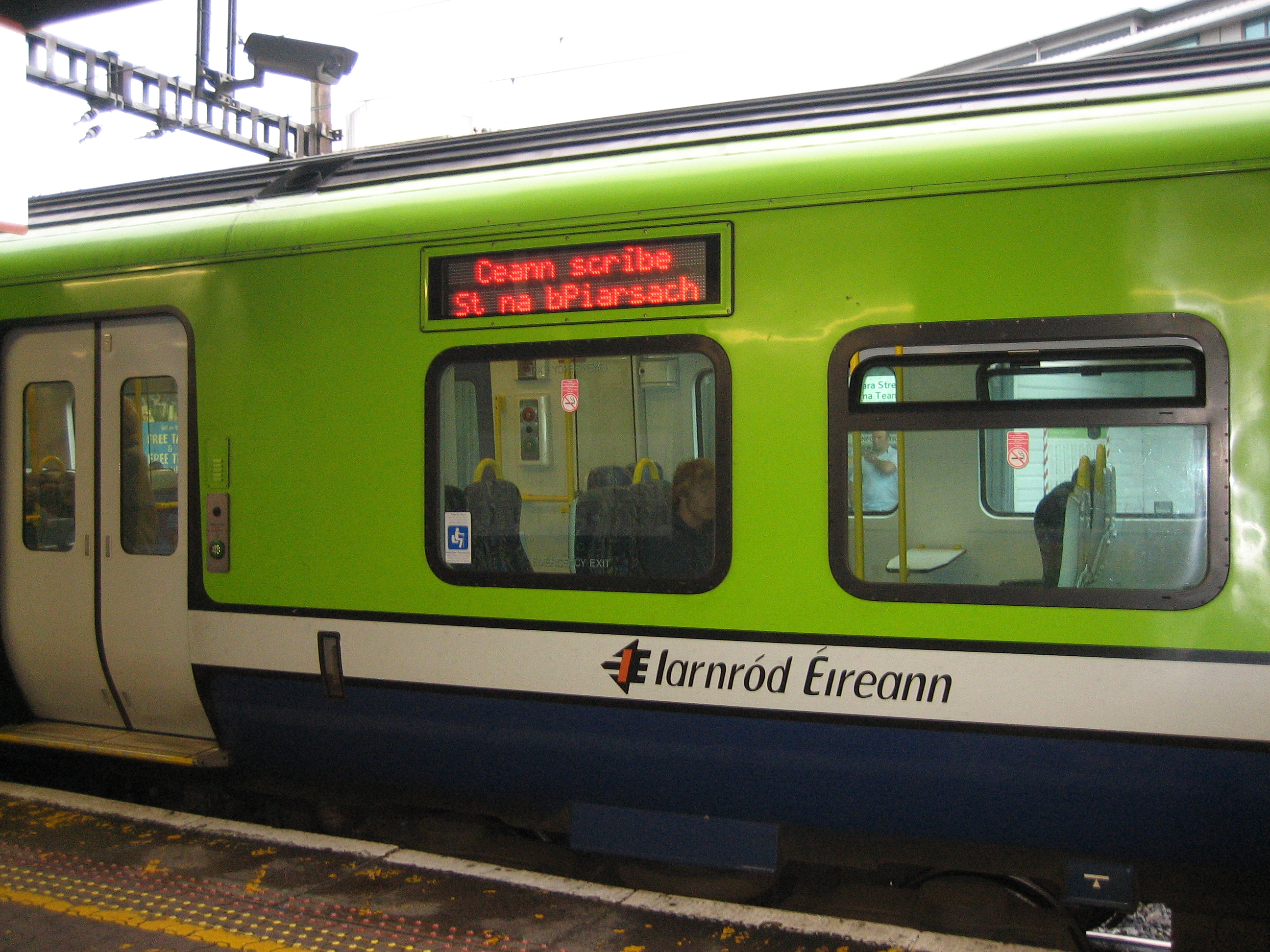
爱尔兰铁路通勤列车位于都柏林Tara街车站LED。屏幕上显示的爱尔兰语意思是"目的地：Pearse车站"。

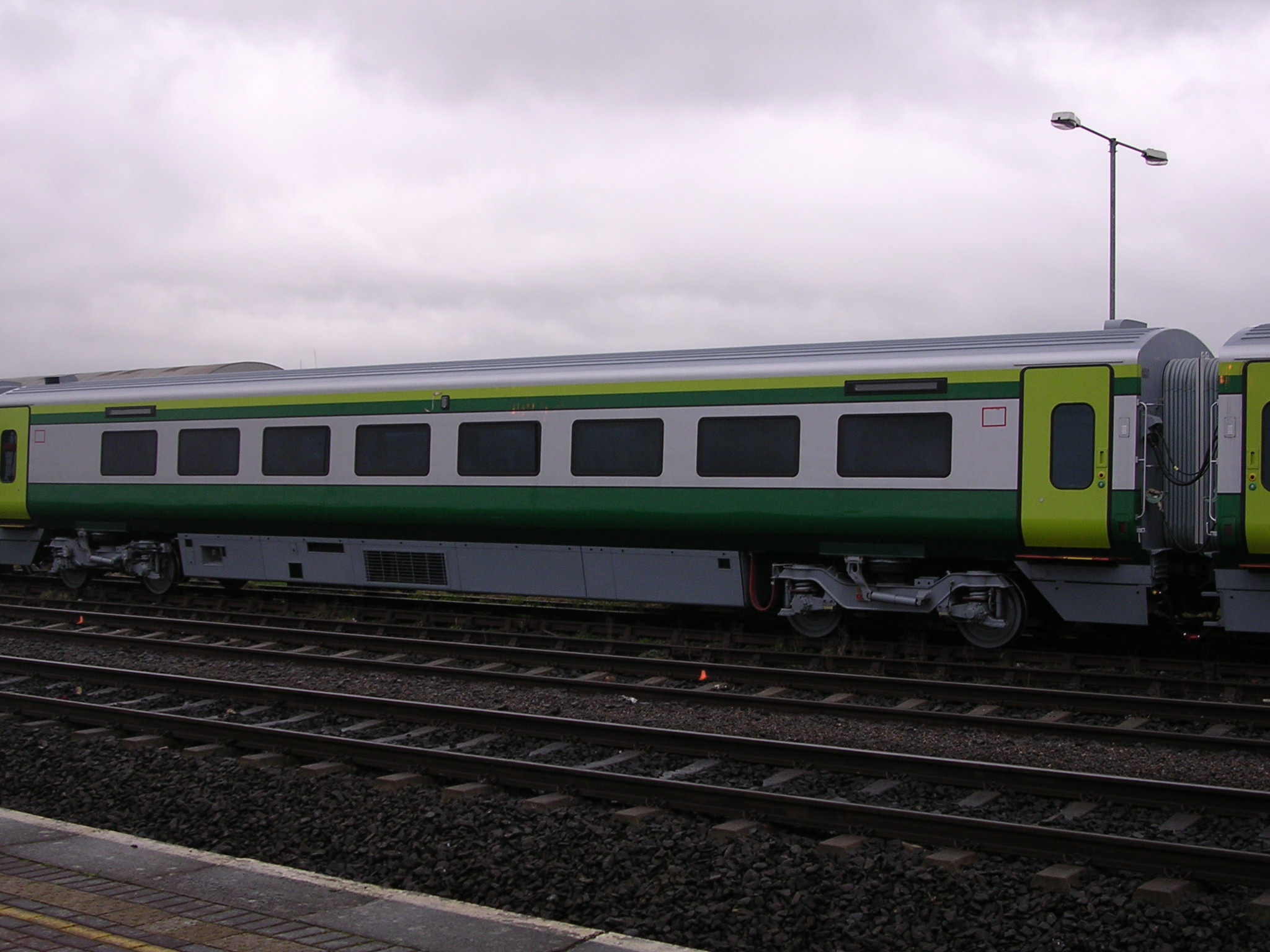
爱尔兰铁路MK4位于都柏林－科克铁路

爱尔兰铁路（愛爾蘭語發音：[ˈiəɾˠnˠɾˠoːdˠ ˈeːɾʲən̪ˠ]）是爱尔兰共和国的国營铁路运营商。爱尔兰铁路创建于1987年2月2日，是愛爾蘭交通系統的子公司。爱尔兰铁路在爱尔兰共和国运营城际列车、通勤列车、货车，并且和北爱尔兰铁路联合经营都柏林到贝尔法斯特的奮進號列車。2009年，爱尔兰铁路运载了3800萬名乘客，比2008年的4300萬有所下降。
截至2012年，愛爾蘭是唯一拒絕執行歐盟指令 91/440和相關立法的歐盟成員國，貶損分離列車營運商和基建商的負任，並開放鐵路網絡容許私營公司使用。2012年愛爾蘭鐵路進行了一項重組的諮詢，並在2013年3月14日結束。

## 车站名称
爱尔兰铁路大多数车站只是以所在城镇命名，不过有一些主要城市的车站在1966年重新命名，冠上1916年复活节起义领导人的名字- 这和欧洲其他国家有所不同。在其他国家，只有当一个城市有两座以上车站的时候，才会这样命名。
- 都柏林康诺利车站
- 都柏林休斯敦车站
- 都柏林皮尔斯车站
- 邓莱里Mallin
- 布雷车站布雷Daly
- 科克肯特
- Kilkenny MacDonagh
- Limerick Colbert
- Tralee Casement
- Dundalk Clarke
- Drogheda Mac Bride
- Sligo Mac Diarmada
- 戈尔韦Ceannt
- Waterford Plunkett
- Wexford O'Hanrahan

## 爱尔兰铁路列车

### 城际线和奮進號列車[5]
- 爱尔兰铁路22000型内燃动车
- De Dietrich Rolling stock
- 爱尔兰铁路4型

### 通勤列车[6]
- 爱尔兰铁路2600型内燃动车
- 爱尔兰铁路2700型内燃动车
- 爱尔兰铁路2750型内燃动车
- 爱尔兰铁路2800型内燃动车
- 爱尔兰铁路29000型内燃动车

### DART列车[7]
- IÉ 8100型电力动车组
- 爱尔兰铁路8200型电力动车组
- 爱尔兰铁路8500型电力动车组
- 爱尔兰铁路8510型电力动车组
- 爱尔兰铁路8520型电力动车组

## 链接
- 爱尔兰铁路官方网站-面向用户 （页面存档备份，存于）
- 爱尔兰铁路官方网站-公司网站 （页面存档备份，存于）
- Eiretrains - 爱尔兰铁路历史
- Irish Railway Technology and Information -reporting on all aspects of irish railways